# Arrivals & Departures
Arrivals & Departures (с англ. — «Прибытия и отъезды») — третий студийный альбом канадской пост-хардкор группы Silverstein. Релиз состоялся 2 июля 2007 года с лейбла Victory. На песни «If You Could See Into My Soul» и «Still Dreaming» были сняты клипы.

## Запись
Во время тура по США The Never Shave Again в ноябре 2006 года группа анонсировала, что планирует работу над новым альбомом в 2007 году. Всю зиму группа провела за написанием текстов.
Для записи группа отправилась в Лос-Анджелес к продюсеру Марку Тромбино в марте 2007 года. Гитарист Джош Бредфорд заявил, что Марк очень подходит для группы. Группа также вдохновлялась альбомом Crisis группы Alexisonfire. Роб Сэйс из Rock Sound сказал, что группа последовала примеру Alexisonfire и отошла от своих корней «в поисках более целенаправленного подхода». В результате альбом разочаровал некоторых фанатов группы.

## Релиз
В мае 2007 группа отправилась на фестиваль Bamboozle. Альбом был анонсирован 15 мая 2007 вместе с обложкой и трек-листом. 1 июня песня «Sound Of The Sun» стала доступна для прослушивания на MySpace-профиле группы. 19 июня вышел сингл «If You Could See Into My Soul», прежде чем его выпустили на радио. С середины июня по середину сентября группа была в турах по Северной Америке с Rise Against и Comeback Child. Изначально выпуск планировался в мае, но релиз был перенесен на июль. 2 июля состоялся выпуск альбома с лейбла Victory. Но также известно, что альбом просочился[куда?] за пару недель до релиза. Издание Best Buy включает в себя 2 бонусных трека, которые называются «Rain Will Fall» и «Falling Down».
19 июля был выпущен клип на песню «If You Could See Into My Soul». В октябре и ноябре группа отправилась в хедлайнерский тур по США при поддержке From Autumn to Ashes, Strike Anywhere, A Day to Remember и Dance Gavin Dance. В октябре и ноябре группа отыграла тур по северу США вместе с Davison и Chiodos. В январе 2008 года группа отправилась в турне по Австралии с Set Your Goals. В феврале и марте группа отправилась в турне по США вместе с The Devil Wears Prada, A Day to Remember, Protest the Hero и Four Letter Lie. 27 февраля 2008 года был выпущен клип на песню «Still Dreaming».

## Лирика
Worlds Apart — По словам Шейна, тема песни — гастроли и борьба за поддержание отношений.
My Disaster — В тексте говорится о проблемах с алкоголем, с которыми столкнулся певец Шейн Толд во время написания альбома.
Still Dreaming — Шэйн написал вместе с Нилом Бошартом. Клип, как и текст, повествуют о поддержании отношений на дальних расстояниях. В видео Шейн теряет телефон, что является худшим для поддержания отношений. Также фронтмен считает, что это видео довольно милое. Но в то же время саму песню вокалист критикует, говоря о том, что текст можно было бы сделать лучше, как и саму музыкальную составляющую.
Here Today, Gone Tomorrow — текст песни о Джоне «Beatz» Холохане, барабанщике группы Bayside, погибшем в автокатастрофе во время тура с Silverstein. В буклете компакт-диска в конце текста есть посвящение Джону. С тех пор две группы связаны крепкой дружбой. Иногда данную песню сравнивают с песней Survive, группы Rise Against.
True Romance — название песни группа взяла из фильма «Настоящая любовь».
Falling Down и Rain Will Fall — песни были включены в конец альбома в качестве бонусных треков для iTunes. Шейн Толд записал вокал в одиночку в студии в Торонто, и на самом деле его вокал звучит немного иначе, чем остальная часть компакт-диска, вероятно, из-за использования другого записывающего оборудования.

## Отзывы
Несмотря на то, что альбом получил в основном положительные отзывы критиков, фанаты остались недовольны тем, что от пост-хардкорного звучания группа отошла в более аутентичное рок-звучание. Alternative Press назвала альбом одним из самых ожидаемых релизов года.
Альбом дебютировал на 25 строчке чарта Billboard 200, с продажами в количестве более 27,000 тысяч копий в первую неделю.
| Оценки критиков  | Оценки критиков |
| Источник         | Оценка          |
| ---------------- | --------------- |
| AbsolutePunk.net | (73%)           |
| Allmusic         | [ 31 ]          |
| MammothPress.com | [ 32 ]          |
| AlternativePress | (4/5)           |

## Трек-лист
| №                   | Название                        | Автор(ы)            | Длительность |
| ------------------- | ------------------------------- | ------------------- | ------------ |
| 1.                  | «Sound of the Sun»              | Shane Told          | 3:19         |
| 2.                  | «Bodies and Words»              | Told                | 3:13         |
| 3.                  | «If You Could See into My Soul» | Neil Boshart, Told  | 3:59         |
| 4.                  | «Worlds Apart»                  | Told                | 4:06         |
| 5.                  | «My Disaster»                   | Boshart, Told       | 3:48         |
| 6.                  | «Still Dreaming»                | Boshart, Told       | 3:55         |
| 7.                  | «The Sand Will Turn to Glass»   | Told                | 2:52         |
| 8.                  | «Here Today, Gone Tomorrow»     | Josh Bradford, Told | 3:33         |
| 9.                  | «Vanity and Greed»              | Boshart, Told       | 3:59         |
| 10.                 | «Love with Caution»             | Bradford, Told      | 3:27         |
| 11.                 | «True Romance»                  | Bradford, Told      | 5:50         |
| Общая длительность: | Общая длительность:             | Общая длительность: | 42:01        |

| №   | Название         | Автор(ы)                | Длительность |
| --- | ---------------- | ----------------------- | ------------ |
| 12. | «Rain Will Fall» | Boshart, Told           | 3:26         |
| 13. | «Falling Down»   | Boshart, Bradford, Told | 3:14         |

## Записывающий состав
Silverstein
- Шэйн Тольд — вокал
- Нил Бошарт — лид-гитара
- Джош Бредфорд — ритм-гитара
- Билл Хэмилтон — бас-гитара
- Пол Кёлер — барабаны

Продюсерский состав
- Марк Тромбино — продюсер, инженер, сведение, клавишные, перкуссия
- Дэйв Колвин — помощник инженера
- Сара Киллион — помощник инженера
- Тайлер Клинтон — фотография
- Мартин Виттфут — обложка

## Чарты
| Чарты (2007)                      | Позиция в чарте |
| --------------------------------- | --------------- |
| U.S. Billboard 200                | 25              |
| U.S. Billboard Alternative Albums | 19              |
| U.S. Billboard Digital Albums     | 25              |
| U.S. Billboard Hard Rock Albums   | 8               |
| U.S. Billboard Independent Albums | 1               |
| U.S. Billboard Rock Albums        | 9               |

| Чрт (2007)                                 | Позиция в чарте |
| ------------------------------------------ | --------------- |
| U.S. Billboard Independent Albums Year-end | 43              |